# Benjamim de Oliveira
Benjamim de Oliveira foi um político português.

## Biografia
Em 1844, Benjamim de Oliveira residia em Londres, tendo sido posteriormente membro do Parlamento Britânico.
Foi provavelmente o primeiro proponente para a instalação dos caminhos de ferro em Portugal, quando escreveu ao seu primo, o Conde de Tojal, em 10 de Outubro de 1844, para lhe sugerir a construção de uma linha entre Lisboa e o Porto. Esta proposta foi, no entanto, recusada pelo destinatário, que argumentou que as ligações fluviais e costeiras já eram suficientes para as necessidades de comunicação. Benjamim de Oliveira respondeu que os caminhos de ferro eram superiores a qualquer outro meio de transporte devido à sua rapidez, segurança e reduzido custo. Em 6 de Dezembro de 1844, organizou em Londres uma reunião de banqueiros, negociantes, e gestores de empresas ferroviárias britânicas, para formar uma sociedade de financiamento para os projectos de caminhos de ferro em Portugal.
António de Cabral Sá Nogueira apresentou, em seu nome, ao Ministério do Reino, um projecto para a ligação ferroviária entre a capital portuguesa e Tomar, que foi recusada devido ao facto de já ter sido criada, em 19 de Dezembro de 1844, a Companhia das Obras Públicas de Portugal, cujos objectivos integravam a construção do caminho de ferro entre Lisboa e a fronteira com Espanha.
Em 15 de Maio de 1852, Benjamim de Oliveira enviou uma carta ao Ministro do Reino, com uma proposta assinada por Samuel Morton Peto, Joseph Locke, e outras individualidades, para a construção do troço entre Santarém e Lisboa,, e em 25 de Junho do mesmo ano, voltou a reiterar o pedido, numa carta enviada ao Conde do Lavradio.